# Montigny-les-Jongleurs
Montigny-les-Jongleurs település Franciaországban, Somme megyében. Lakosainak száma 101 fő (2022. január 1.). Montigny-les-Jongleurs Agenville, Maizicourt, Prouville és Saint-Acheul községekkel határos.

## Népesség
A település népességének változása:
| Lakosok száma | 92   | 93   | 95   | 95   | 95   | 96   | 98   | 99   | 101  |
|               | 2013 | 2015 | 2016 | 2017 | 2018 | 2019 | 2020 | 2021 | 2022 |